# Tour du Vietnam
Le Tour du Vietnam  est une course cycliste par étapes organisée en 2012. Elle s'est déroulée une seule fois en 2012 au Vietnam. La course fait partie de l'UCI Asia Tour en catégorie 2.2. 

## Palmarès
| Année | Vainqueur | Deuxième        | Troisième         |
| ----- | --------- | --------------- | ----------------- |
| 2012  | En Huang  | Mai Nguyễn Hưng | Mohammad Rajablou |